# 中村誠 (ラグビー指導者)
中村 誠（なかむら まこと、1936年 ‐ ）は、日本のラグビー選手、同指導者。

## 来歴
國學院大學久我山高等学校（以下、國學院久我山高）、日本体育大学を経て、1959年に國學院久我山高の保健体育教諭として赴任。同年、同校ラグビー部監督に就任した。
1975年度に行われた、第55回全国高等学校ラグビーフットボール大会で國學院久我山高の初優勝をもたらすと、以後、同大会では監督として、第58回、第62回、第66回と、計4回の優勝をもたらした。
1988年に、当時國學院久我山高のコーチだった浜野昭夫に監督を譲り、同校の部長に就任。2010年に昌平高等学校に移り、同校ラグビー部の総監督を務めた。
2022年3月末をもって、昌平高等学校総監督の職を降りることになった。

## 引用
1. ↑  國學院久我山高等学校ラグビー部のあゆみ
2. ↑  高校ラグビー界の名将、グラウンドに別れ　埼玉・昌平の中村誠総監督　毎日新聞 （最終更新 2022年3/25 14:57）